# Tokoroa
Tokoroa (en maori : Te Kaokaoroa o Patetere) est la troisième ville la plus étendue de la région de Waikato au nord de la Nouvelle-Zélande.

## Situation
Située à 30 km au Sud-ouest de Rotorua, près de la forêt de Mamaku Ranges (en), elle se situe à mi-chemin entre Taupo et Hamilton sur le trajet de la  State Highway 1/SH1.Tokoroa est proche et à proximité des quatre cités principales, que sont les villes de Hamilton, Tauranga, Rotorua et Taupo. 
D’autres villes notables du sud de Waikato à  proximité, sont celle de Putaruru , Tirau et Arapuni.

## Toponymie
Traditionnellement enregistré comme un grand chef de guerre de la tribu des Ngati (en): le chef Kahupungapunga (en), Tokoroa de son vrai nom, fut tué par les Ngati Raukawa (en) durant le siège de Pōhaturoa, près de la Caldeira de Rotorua, au niveau d’un neck ou plug volcanique adjacent à la ville de Atiamuri, situé à 27 kmau sud de l’actuelle Tokoroa sur la principale route nationale venant de Taupo.
Il est possible que les premiers géomètres appliquèrent le nom de Tokoroa à une tribu pour la mémoire de l’ancien chef
Le nom «Tokoroa» apparaît pour la première fois sur les plus anciennes cartes de 1860, bien que ceci semble corresponde à une zone située à 50 km au nord-est de la ville actuelle de Tokoroa.
Comme centre d’activité du district, le centre-ville est formé de plus plusieurs subdivisions, chacune correspondant à une période différente du développement du complexe de Kinleith. 
Ces subdivisions sont:
- Parkdale
- Paraonui
- Papanui
- Matarawa
- Aotea
- Strathmore
- Amisfield

De nombreuses rues de la ville sont dénommées par le nom donné par le premier directeur de la « N.Z. Forest Products Ltd » (le constructeur du moulin de Kinleith (en)), nommé Sir David Henry (1888–1963), à partir des lieux situés prés de son domicile d’origine à Edinbourg, en Écosse.
L’école «David Henry» est un exemple clé de sa part et de son homonymie.

## Population
En 1948, Tokoroa avait une population de seulement 1 100 habitants.
Au début de 1970, toutefois, Tokoroa atteint, pour un temps, une population de plus de 20 000 habitants soit le nombre nécessaire pour être officiellement qualifiée de city.
Dans les années 1980, le NZFP (et plus tard ), les propriétaires des scieries Carter Holt Harvey (en) Ltd) commencèrent à diminuer les effectifs et ce fut l’objet d’opérations de restructurations au niveau du scierie Kinleith (en). 
La population de Tokoroa est alors tombée à approximativement 18 000 habitants. 
Depuis la fin des années 1980, à la suite du déclin de la société Kinleith et la fermeture d’autres industries locales, il en a résulté une chute marquée de la population globale de la ville.
Lors du recensement de 2006, la population était de 13 600 habitants, en déclin significatif par rapport à celui de 2001, où elle avait alors 14 950 résidents.
Tokoroa est une ville multiculturelle, avec environ 35 % de la population, qui est Maori et une autre portion de 20 % venant des îles du Pacifique (principalement des Îles Cook).
Les 45% restant de la population sont constitués principalement par les européens néo-zélandais.
Tokoroa est la communauté la plus large venant des îles du Pacifique à l’intérieur de la Nouvelle-Zélande après de la région Auckland et celle de Wellington, et contenant la plus grande proportion de Maoris rencontrée dans une city ou une ville.

## Histoire, fondation, croissance et déclin
Tokoroa est une des plus récentes villes de l’histoire de la Nouvelle-Zélande.
Le centre-ville fut établi aux environs de 1917 par la « Matarawa Land Company», comme une zone potentielle de fermes, bien que quelques familles se soient déjà installées là dans la région dès l’année 1910, et une école avec un effectif de 9 enfants y fut fondée dès 1915 (qui devint plus tard la «Tokoroa East School»).
La terre fut trouvée trop pauvre pour l’élevage du bétail ou des moutons du fait de la prédominance de sols formés de pierre ponce.
Toutefois, la science agricole a montré que la terre pouvait réellement être rendue favorable pour l’élevage laitier.
Le sol présente une déficience sérieuse causant des troubles pour la santé du bétail, de ce qui commence à être connu sous le nom de maladie du bush (en), plus tard prouvé comme étant essentiellement une déficience en cobalt.
En 1930, la déficience fut mise en évidence et en conséquence, l’élevage du bétail devint alors profitable sous couvert d’un complément en cobalt.
Entre l’année 1925 et 1935, des arbres de type:Pinus radiata furent introduits dans ce district, initialement comme une plantation commerciale de bois, dans la mesure où les arbres n’étaient pas affectés par la déficience local du sol en cobalt. 
Quand les premières plantations arrivèrent à maturité, le secteur de Tokoroa s’est développé comme une ville résidentielle satellite pour les travailleurs  de la société scierie de Kinleith (en) dans le cadre de la société  «New Zealand Forest Products Limited» et intégré à la fabrication de pâte à papier à partir de la pulpe par la scierie des troncs située à approximativement dans les 8 kmau sud du centre-ville.

## Activités
La ressource économique de Tokoroa est la forêt, centrée à proximité de la scierie de Kinleth (en) ; mais il y a aussi de l’élevage laitier.
En 1995, la société Fonterra a construit l’usine de fabrication de fromages la plus importante de l’hémisphère sud dans le secteur de Lichfield, à quelque 5 km au nord de la ville.
Récemment, du fait d’une augmentation du prix du lait, de grandes quantités de terres, précédemment plutôt forestières ont été ou sont dans un processus de conversion en terrains agricoles.
Les principales activités agricoles du district sont basées sur l’élevage du mouton et l’élevage laitier.
Tokoroa est un centre de commerce et de service pour l’agriculture, mais avec d’autres industries associées.  
Par ailleurs, Il y a aussi de nombreuses réserves autours de la ville et du lac artificiel de Moana-Nui (formé par le barrage sur le ruisseau Matarawa Stream», qui est le site d’un parc de loisir réputé.

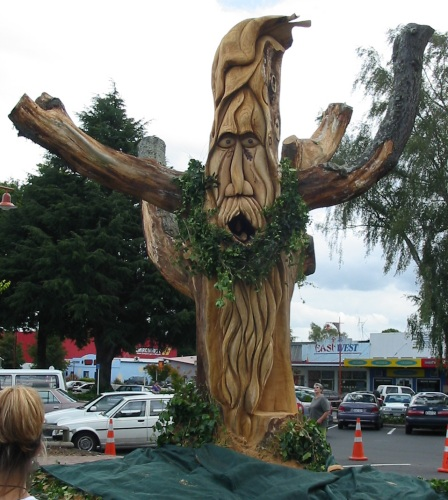
Tokoroa Greenman 'OZ'

Tokoroa siège au centre d’un triangle formé des destinations touristiques de Rotorua, du district de Waitomo et de la ville de Taupo.
En fait, Il y a quelques 45 plans d’eau, sites de loisirs populaires à moins d’une heure de voiture de Tokoroa.

## Le lac Moana-Nui
Le lac artificiel de Tokoroa dénommé Lake Moana-Nui fut créé à la fin des années 1970 pour la commune, impliquant de creuser un important bassin en déplaçant la terre avec des équipements adaptés et la construction d’un barrage formé d’un mur de béton avec une valve de drainage pour son contrôle.
Un pont en bois, localisé au niveau de l’extrémité sud-ouest du mur du barrage, qui le supporte et le contrôle  par  la valve de drainage fut préféré pour la pratique du  'bomb spot', et le ski pieds nus dans le déversoir, fut initialement considéré comme un Sport extrême spécifique au site de Tokoroa.
Durant l’année 1970, le lac fut utilisé de façon extensive par les jeunes et fut considéré en langue locale comme la «Tokoroa Beach».
Lors de nombreux après midi d’été, c’était une banalité de voir la jeunesse locale allongée sur le chemin, qui franchit la route venant du lac pour se faire sécher après avoir nagé.
Dans la période, qui a suivi la construction initiale du barrage à la fin des années 1970, le lac commença à se détériorer du fait des faibles chutes de pluies et de la faiblesse du débit de l’eau et on vit les mauvaises herbes du lac dépasser la zone de natation.
Les herbes du lac devinrent réellement un danger croissant, qui mettait en jeu la vie des nageurs sur les décades suivantes.
Dans ce sens, le projet était un échec et le lac Moana-Nui fut considéré comme non sur.
Dans un effort pour contrôler le problème, une signalisation fut érigée bannissant l’accès au mur du barrage et des mains courantes basiques furent mis en place pour empêcher l’accès du  public.
Le lac fut sujet à des drainages réguliers pour contrôler le niveau des mauvaises herbes et chasser les eaux stagnantes et viciées.
Alors que cela améliorait légèrement la situation à court terme, les personnes furent averties de ne pas y nager.
Le lac bénéficier actuellement d’un projet de nettoyage majeur afin de pouvoir être utilisé de nouveau dans le futur.
À date du 25 avril 2015), le lac Moana-Nui a été entièrement vidé, restauré et éclairci, puis rerempli  par le conseil local pour les besoins des loisirs publiques (comme il était à son apogée dans les années 1970 et 1980)
Il y a des tables de pique-nique, construites autours de l’arc du lac et il y a 4 terrains de jeux.
À l’extrémité sud du lac Moana-Nui, des jardins ont été plantés par la communauté pour l’usage des enfants des écoles de Tokoroa.

## Bibliothèque de la ville
Elle est localisée au centre-ville de Tokoroa.
Le site actuel de la bibliothèque de la ville de Tokoroa détient plusieurs documents importants sur la mémoire historique de la ville pour les résidents  locaux: comme le fait que ce fut autrefois la ville du cinéma.
Elle contient actuellement une médiathèque avec une suite complète d’ordinateurs, plus de 2 000 livres, une sélection de livres de référence et une zone de lecture pour les enfants.

## Hôpital de Tokoroa
L’Hôpital de Tokoroa fournit des services médicaux limités à la population d’environ 22 800 personnes provenant du de l’ensemble du district de South Waikato.
Habituellement, l’hôpital comporte 21 lits installés et 17 lits d’accueil des entrants et une maternité de 4 lits.
Il y aussi un département dédié aux urgences pour 5 patients et une suite de salles complètement fonctionnelles, présentement utilisées pour la chirurgie mineure de jour.
D’autres structures comprennent des services d’imagerie et de laboratoire, un café, un héliport pour le transfert de patient et des services paramédicaux variés: des infirmières de district et de santé publique, des soins spécialisés de diabètes, thérapie occupationnelle, physiothérapie, et les services de santé sociale sont aussi basés sur le site de l’hôpital, qui abrite ainsi une clinique avec diverses spécialités.
Le site de l’hôpital accueille le  Conseil des services sociaux » de Tokoroa (un parapluie d’organisation de services de la communauté) et abrite aussi depuis 2014 le «GP practices» de la ville, une pharmacie et plusieurs autres services de soins dans un campus de santé moderne, basé au niveau de l’ancien Ward 3 de l’hôpital.

## Culture & Sports

### Le terrain de Sport de Tokoroa Mémorial
Le terrain de sports est utilisé tous les week-ends mais aussi lors des jours de semaine.
Le Memorial Sports Ground comprend:
- 8 courts complets de netball.
- 8 courts de tennis.
- 3 terrains de rugby
- 8 terrains de rugby à XIII
- 8 terrains de Football
- Un club de la Rugby Union - Southern United Rugby Football Club (SURF)

### Centre des Sports Y.M.C.A
Tokoroa's Y.M.C.Abrite un certain nombre d’évènement d’intérieur ou de plein air tels que:
- Patinage en Intérieur
- Tir à l’arc en extérieur
- football en intérieur ou extérieur
- Basketball
- Netball
- Volleyball
- Hockey Indoor
- classes de Danse

## Transports

### Cyclisme
Tokoroa a un réseau cyclable étendu, qui relie le centre-ville avec les banlieues extérieures. Ces pistes de vélo consistent en des bandes mixtes ou dédicacées aux deux roues et souvent des circuits mixtes vélo-marche.
Il y a ainsi une piste cycliste à partir de Browning Street au niveau de la localité de Tokoroa, qui conduit à  l’usine Kinleith (en), qui fournit une vue spectaculaire sur la ville et sur la scierie de Kinleith.
Tokoroa abrite chaque année un certain nombre d’évènements sportifs, culturels et musicaux comprenant le «festival polynésien».

### Festival polynésien
Le Festival polynésien de Tokoroa a lieu chaque année durant le mois de septembre.
Les écoles locales et les maternelles de Tokoroa donnent des représentations des Maori des Samoa, où on peut entendre des tambours et voir des danses des Îles Cook et des présentations Maori sur une énorme scène au niveau du nouveau du « South Waikato Events Centre, localisé sur le terrain du «The Tokoroa Memorial Sports Ground».
L’événement de 2009 a accueilli les artistes Néo-Zélandais:  J.Williams et Erika.

## Sport
De nombreux joueurs de rugby à XV sont nés à Tokoroa. Le rugby à XV est l'activité qui regroupe la ville dotée de deux lycées qui chaque année forment des futurs professionnels. Parmi eux se trouvent Quade Cooper, Keven Mealamu, Richard Kahui, Isaac Boss, Nicky Little, Henry Paul, Sean Maitland, Royce Willis. Le basketteur Pero Cameron est aussi natif de cette ville.

## Éducation
- Article détaillé en anglais : List of schools in Waikato (en).

L’éducation tertiaire est importante au niveau de Tokoroa, à travers l’école Te Wananga o Aotearoa (en) et  le Waiariki Institute of Technology (en), ainsi que plusieurs établissements primaires, un établissement intermédiaire avec deux écoles supérieures, qui ont été aussi notablement favorisées par l’existence de l’école primaire Māori «Te Kura Kaupapa ‘primary school» offrant un enseignement en langue Te Reo Māori.

### Enseignement Supérieur
- Waiariki Institute of Technology (en) ( campus satellite)
- école Te Wananga o Aotearoa (en)

### Écoles Secondaires
- Forest View High School
- Tokoroa High School

- La “Forest View High School Alternative Education”  – Tautoko Kura fournit une éducation alternative (pour les étudiants du secondaire, qui travaillent mieux avec l’aide d’enseignants en dehors d’une salle de classe)

### Écoles Intermédiaires
- Tokoroa Intermediate School
- Tainui Full Primary school
- Amisfield Full Primary School
- Te Kura Kaupapa Maori o Te Hiringa

### Écoles Primaires
- Tokoroa East School, State Highway 1, Tokoroa [activité interrompue et école fermée en 2011[10]]
- David Henry School, Tokoroa
- Strathmore School, Tokoroa
- Tokoroa North School, Tokoroa
- Bishop Edward Gaines Primary School, Tokoroa (sous les auspices de l’Église catholique St. Pius X)
- Tokoroa Central School, Tokoroa
- Cargill Open Plan School, Tokoroa
- Tainui Full Primary School, Tokoroa
- Te Kura Kaupapa Maori o Te Hiringa
- Matarawa Primary School (activité interrompue et école fermée en 1999)

### Jardins d’enfants
- Te Kohanga Reo
- Clyde Street Kindergarten
- Taumafai Aoga Amata – Samoan Hall
- Balmoral Kindergarten
- Paraonui Kindergarten
- Te Awhi Man Kohanga Reo
- Ata Marie Kohanga Reo
- Arohanui Kindergarten
- Centre  des jeunes Explorateurs Zuzu
- David Henry Kindergarten
- Te Ara Metua Punaga Reo Kindergarten
- Raitu Punanga Reo
- St. Lukes P.I.P.C Punanga Reo

### Pôles de discussions
Depuis 1997, Tokoroa a été promue «Talking Poles», consistant principalement en  des représentations culturelles sculptées, des sports de loisir, l’industrie dans la ville et les histoires à propos de la ville.

## Personnalités notables
- Isaac Boss, joueur de rugby à XV irlandais ;
- Pero Cameron, joueur néo-zélandais de basketball ;
- Adrian Cashmore, joueur de rugby à XV ;
- Quade Cooper, joueur australien de rugby à XV ;
- John Davies, athlète néo-zélandais ;
- Stella Duffy, romancière et dramaturge britannique ;
- Ben Hana (en), sans-abri néo-zélandais (Wellington), mieux connu comme Blanket Man ;
- Tommy Hayes (en),  joueur de rugby à XV des Îles Cook ;
- Isaac John (en), ancien joueur néo-zélandais de rugby à XIII ;
- Richard Kahui, joueur international néo-zélandais de rugby à XV ;
- Paul Koteka (en), ancien joueur néo-zélandais de rugby à XV ;
- Nicky Little, joueur fidjien de rugby à XV, neveu de Walter Little ;
- Walter Little, joueur néo-zélandais de rugby à XV ;
- Kendrick Lynn, joueur néo-zélandais de rugby à XV ;
- Sean Maitland, joueur international écossais de rugby à XV ;
- Keven Mealamu, joueur néo-zélandais de rugby à XV ;
- Jenny Morris (en), chanteuse et compositrice néo-zélando-australienne du groupe des The Crocodiles (en), Models (en) et INXS ;
- Henry Paul, joueur néo-zélandais de rugby à XIII] ;
- Robbie Hunter-Paul (en), ancien joueur néo-zélandais de rugby à XIII ;
- The Politicians (en), groupe néo-zélandais de rock, New wave music, reggae formé en 1981 ;
- Sir Paul Reeves, prêtre anglican, archevêque, diplomate, ancien Gouverneur général de Nouvelle-Zélande ;
- Bruce Simpson (en), blogueur et activiste néo-zélandais ;
- Brian Tamaki (en), leader religieux fondamentaliste chrétien et homme politique néo-zélandais, fondateur de la Destiny New Zealand ;
- Zane Tetevano, joueur néo-zélandais de rugby à XIII, originaire des Îles Cook ;
- Maria Tutaia (en), joueuse néo-zélandaise de netball ;
- Monique Williams (en), sprinteuse néo-zélandaise ;
- Royce Willis, joueur néo-zélandais de rugby à XV.